# نشيد سويسرا الوطني

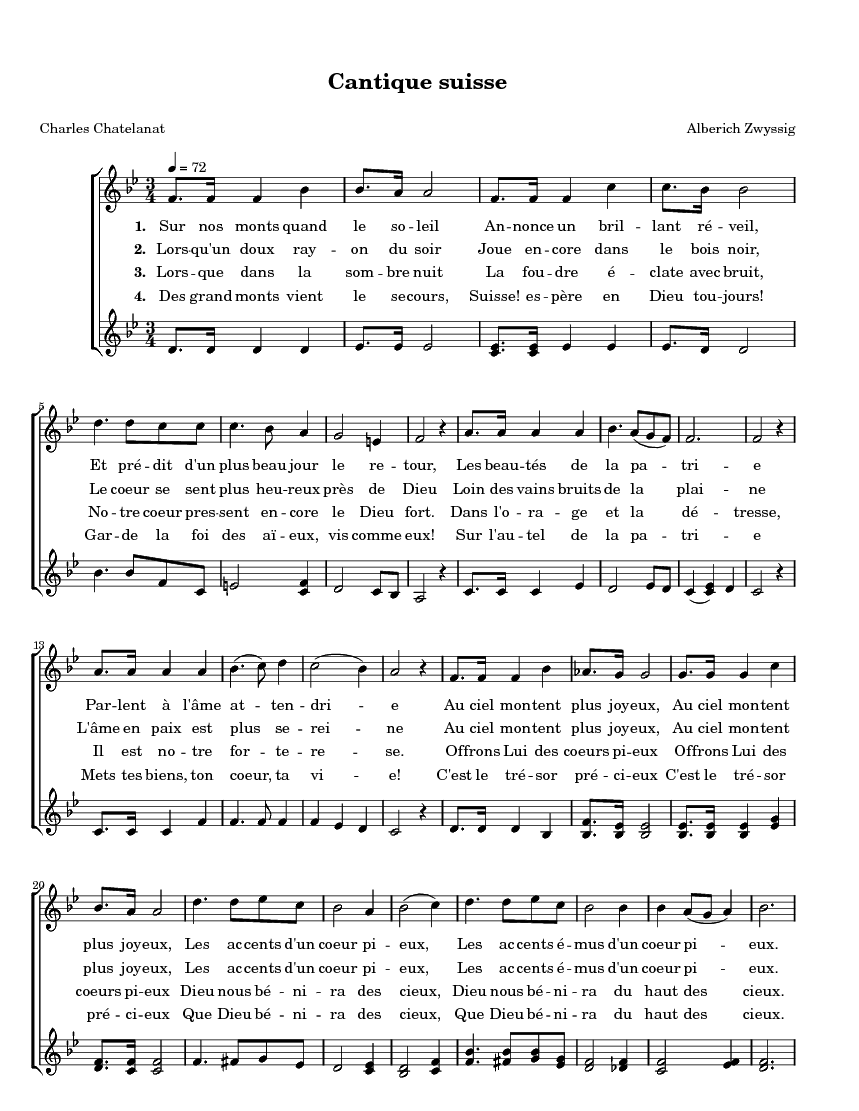
صورة للحن الأصلي

هو نشيد كتبه الشاعر السويسري ليونارد ويدمر ولحنه الملحن ألبريخ سويسيغ وتبناه البرلمان سنة 1961 والتغيير الأخير كان سنة 1981 وهو ينشد باللغات الفرنسية والألمانية والإيطالية والرومانشية بكلمات مختلفة كتبها كتاب مختلفون حسب لغتهم الام والترجمة الألمانية تعني يا جبالنا الشامخة